# Vini australis
El lori de Samoa (Vini australis) es una especie de ave psitaciforme de la familia Psittaculidae endémica de los archipiélagos de Samoa, Tonga y Lau.

## Descripción

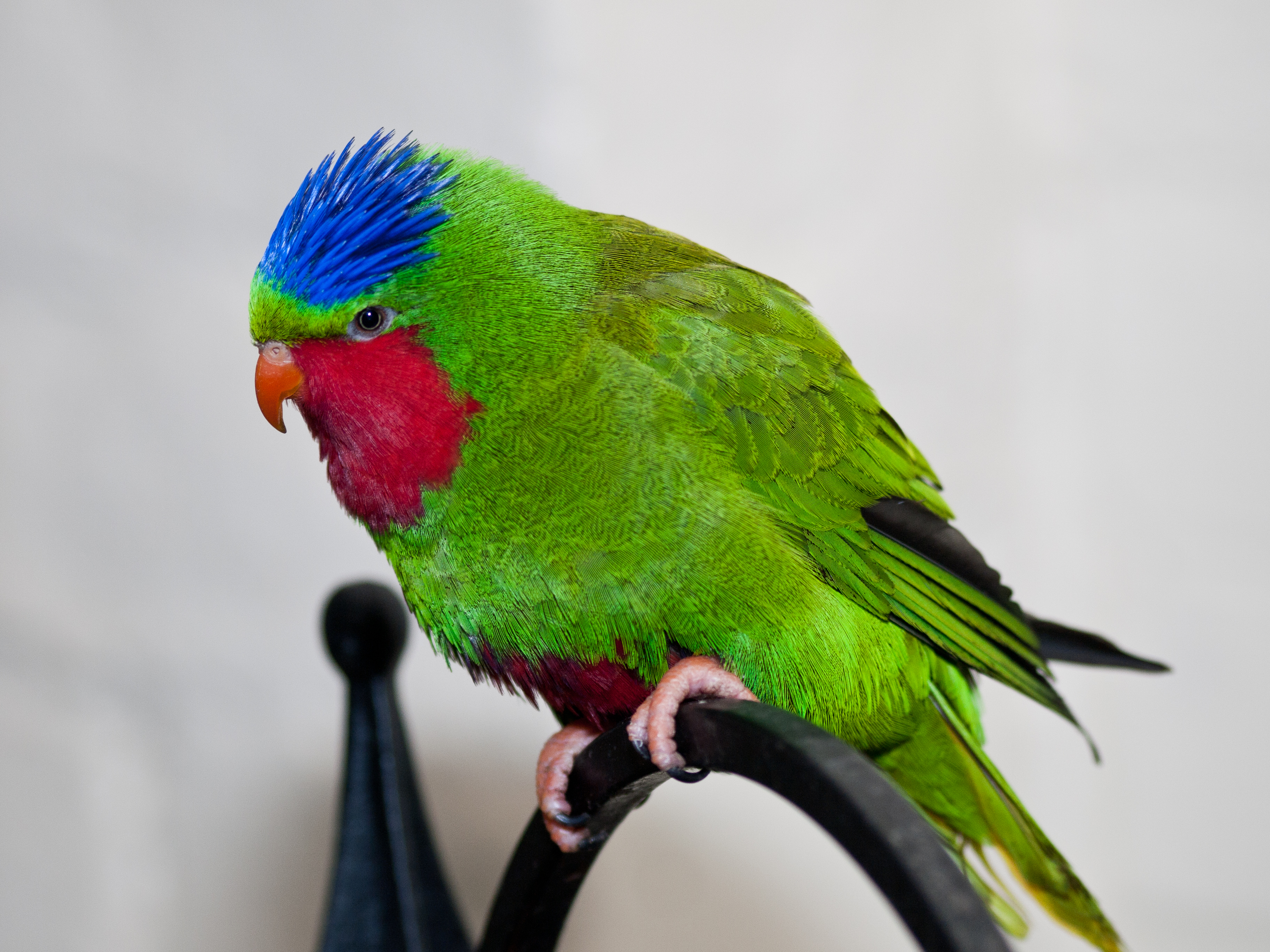
Ejemplar en cautividad.

Mide alrededor de 19 cm de largo. Su plumaje es principalmente verde claro. Su píleo es azul, y sus mejillas y garganta son de color rojo intenso. Tiene una franja roja en la parte superior del abdomen mientras que el resto del vientre es morado. Su pico anaranjado es estrecho y muy curvado hacia abajo.

## Distribución y hábitat
Se extiende por los archipiélagos de Samoa, Tonga y Lau, distribuido por las islas: ʻAlofi, Fotuhaʻa, Fulago, Futuna, Haʻafeva, Niuafoʻou, Moce, Niuē, Ofu, Olosega, Sāmoa, Savaiʻi, Tafahi, Taʻu, Tofua, Tungua, ʻUiha, ʻUpolu, Varoa, Vavaʻu y Voleva. En el pasado se encontraba también en 'Eua, Tongatapu y Mata-Utu pero allí se ha extinguido. 
Su hábitat natural son las selvas húmedas tropicales. Es todavía un ave común, aunque está en declive en algunas islas, al parecer por la depredación de las ratas.

## Comportamiento
Frecuenta las áreas con árboles en flor, incluidas las plantaciones de cocoteros y los jardines, generalmente en pequeñas bandadas de menos de 15 individuos o en parejas durante la época de cría. Se alimenta de néctar, polen y algunos frutos blandos, especialmente busca alimento en los hibiscus y los cocoteros. Anida en huecos de los árboles, aunque también puede excavar madrigueras en los terraplenes.